# Help Yourself (Julian Lennon)
Help Yourself è il quarto album in studio del cantautore inglese Julian Lennon, pubblicato nel 1991.

## Tracce
Side 1
1. Rebel King (Julian Lennon, Anthony Moore, Bob Ezrin) – 5:51
2. Saltwater (Lennon, Mark Spiro, Leslie Spiro) – 4:07
3. Get a Life (Lennon, Glenn Martin Tilbrook, Scott Humphrey) – 4:17
4. Would You (Lennon, Moore) – 6:19
5. Maybe I Was Wrong (Lennon, Justin Clayton) – 4:27
6. Help Yourself (Lennon, John McCurry) – 4:41

Side 2
1. Listen (Lennon) – 5:04
2. Other Side of Town (Lennon, Paul Buchanan, Robert Bell) – 5:34
3. New Physics Rant (Lennon, Moore, Ezrin, Humphrey) – 4:48
4. Take Me Home (Lennon, Ezrin, Clayton) – 4:26
5. Imaginary Lines (Lennon, Moore, Clayton, Ezrin) – 5:12
6. Keep the People Working (Moore) – 3:36